# Theropithecus oswaldi
Espèce
Synonymes
- Simopithecus oswaldi Andrews, 1916 (protonyme)

Theropithecus oswaldi est une espèce fossile de primates de la famille des Cercopithecidae.

## Distribution et époque
Ce proche parent du Gélada actuel (Theropithecus gelada), de plus grande taille, a été découvert en Afrique du Sud, en Algérie, en Espagne, en Éthiopie, au Kenya, au Maroc et en Tanzanie. Il date du Pliocène jusqu'au milieu du Pléistocène.

## Taxinomie
Cette espèce a été décrite pour la première fois en 1916 par le paléontologue britannique Charles William Andrews (1866-1924) sous le nom de Simopithecus oswaldi.

## Publication originale
(en) Andrews, 1916 : « Note on a new baboon (Simopithecus oswaldi, gen. et sp. nov.) from the Pliocene of British East Africa ». The Annals and Magazine of Natural History, Including Zoology, Botany, and Geology, vol. 18, p. 410-419 (consulté le 31 août 2013).